# Akuliaruseq (Nanortalik)
Akuliaruseq [akuliˈaʁusɜq] (nach alter Rechtschreibung Akuliaruseĸ) ist eine wüst gefallene grönländische Schäfersiedlung im Distrikt Nanortalik in der Kommune Kujalleq.

## Lage
Akuliaruseq liegt an der Südspitze einer Halbinsel zwischen dem Alluitsup Kangerlua und dem Imatsiaq. 15 km nördlich auf derselben Halbinsel liegt Ammassivik. Auf der anderen Fjordseite knapp vier Kilometer westlich befindet sich Alluitsup Paa.

## Geschichte
Akuliaruseq wurde vor 1850 gegründet. Früher handelte es sich um einen großen Wohnplatz. Die Bewohner gehörten zur Herrnhuter Brüdergemeine. Ab 1911 war Akuliaruseq Teil der Gemeinde Sydprøven.
1919 hatte der Ort 117 Einwohner, die in 16 Häusern lebten. Daneben gab es eine 1914/18 errichtete heute geschützte Schulkapelle, die 35 m² maß und einen kleinen Kirchturm hatte. Der Bevölkerung gehörten 19 Jäger, ein Fischer und ein seminariumsausgebildeter Katechet an. Die Bevölkerung lebte vor allem vom Robbenfang.
1930 gab es 153 Einwohner in Akuliaruseq. 1942 wurde von Pavia Høegh eine neue Schulkapelle errichtet. Die Einwohnerzahl sank bis 1950 auf 40. 1950 wurde der Ort Teil der Gemeinde Nanortalik. 1961 wurde Akuliaruseq verlassen, allerdings fungierte der Ort noch als Schäfersiedlung, die bis 2009 Bestand hatte. 1966 gab es drei Schafzüchter mit zusammen rund 400 Schafen. Die Schule hatte 1968 noch zwei Schüler, wurde aber im folgenden Jahr geschlossen.

## Bevölkerungsentwicklung
1977 hatte Akuliaruseq noch 14 Einwohner. Die Zahl sank in den folgenden knapp 30 Jahren langsam, bis 2009 der letzte Bewohner den Ort verließ.